# クロード・ルクトゥ
クロード・ルクトゥ（仏: Claude Lecouteux、1943年2月8日 - ）は、フランスの文学研究者。ソルボンヌ大学名誉教授。

## 経歴
- 1943年2月8日生まれ
- 1975年　ゲルマン学博士号取得（『ドイツ中世文学におけるメリュジーヌのテーマ』）
- 1980年　文学博士号取得（『中世ドイツ文学における怪物』）
- 1981年～1992年 フランス・カン大学でゲルマン語・文学・文明を担当
- 1992年～2007年　フランス・ソルボンヌ大学で中世ドイツ文学・文明を担当

## 受賞・栄典
- 1982年　ストラスブール賞とアカデミー・フランセーズ賞を受賞。
- 1995年　教育功労章シュヴァリエ
- 2006年　芸術文化勲章オフィシエ

## 研究内容・業績
- 研究分野はゲルマン神話。具体的には、民間伝承に登場する人物たち、死者や死と関連した信仰、神話・昔話・伝説、呪術に関心を寄せてきた。雑誌『大きな耳―口承芸術』（La Grande Oreille, arts de l'oralité）主幹。中世に関する複数の編集に携わっている。
- 小説家としても活躍している（『恋する死者』など）。

## 著作
研究書
- 『魔法の石と薬用の石の事典』（仏文）（パリ、イマゴ、2011年）
- 『お化け屋敷―ポルターガイストの物語』（仏文）（パリ、イマゴ、2007年）
- 『ゲルマン神話事典』（仏文）（パリ、イマゴ、2005年、第2版2007年）
- 『護符の書』（仏文）（パリ、イマゴ、2004年）
- 『グリモワールの書』（仏文）（パリ、イマゴ、2002年、第3版2008年）
- 『家とその守護霊』（仏文）（パリ、イマゴ、2000年）
- 『吸血鬼の物語』（仏文）（パリ、イマゴ、1999年、第2版2002年）
- 『呪われた狩りと夜の悪霊』（仏文）（パリ、イマゴ、1999年）
- 『呪文・まじない・祝福‐語彙と表現』（パリ、シャンピオン、1996年）
- 『中世ドイツ語Ｉ－中高ドイツ語』（ブレポルス、1996年）
- 『驚異のかなたに―中世の諸信仰』（仏文）（パリ、ソルボンヌ大学出版、1996年、第3版1998年）
- 『中世の悪霊と地霊』（仏文）（パリ、イマゴ、1995年）
- 『中世ヨーロッパにおける怪物』（仏文）（パリ、ソルボンヌ大学出版、1993年、第3版1999年）
- 『妖精・魔女・人狼―中世における分身の物語』（仏文）（パリ、イマゴ、1992年、第3版2001年）
- 『ドイツ神話小事典』（仏文）（パリ、アンタント、1992年）
- 『精霊と死者―中世の信仰』（仏文）（パリ、シャンピオン、1990年）共著者Ph. マルク
- 『中世の小人とエルフ』（仏文）（パリ、イマゴ、1988年、第3版2004年）
- 『中世の幽霊と妖怪』（仏文）（パリ、イマゴ、1986年、再版1996年）
- [中世ドイツ文学における怪物』（仏文）3巻本（ゲッピンゲン）
- 『メリュジーヌと白鳥の騎士』（仏文）（パリ、イマゴ、1982年、再版1997年）

編集
- 『小人・エルフ・リュタン・グノーム・コボルドたちのアンソロジー』（仏文）（パリ、ジョゼ・コルティ、2010年）
- 『狼憑き・熊男・虎男のアンソロジー』（仏文）（パリ、ジョゼ・コルティ、2008年）
- 『幽霊・妖怪・吸血鬼・霊媒と話す霊のアンソロジー』（仏文）（パリ、ジョゼ・コルティ、2006年）

翻訳
- ルードヴィッヒ・ベヒシュタイン『昔話の書』（パリ、ジョゼ・コルティ、2010年）（独→仏）共訳者コリンヌ・ルクトゥ
- イオン・タロス『ルーマニア神話小事典』（グルノーブル、グルノーブル大学出版、2002年）共訳者アンヌリーズ・ルクトゥ
- 『シーズレクのサガ』（パリ、シャンピオン、2001年）
- ヴィルント・フォン・グラーフェンベルク『ヴィーガーロイス』（グルノーブル、グルノーブル大学出版、2001年）（独→仏）共訳者Ｖ・レヴィ
- 『幽霊との対話（15世紀）』（パリ、ソルボンヌ大学出版、1999年）
- テューリング・フォン・リンゴルティンゲン『メリュジーヌ物語とその他の物語』（パリ、シャンピオン、1999年）
- 『パラレルな世界―中世の信仰の世界』（パリ、シャンピオン、1994年、再版2007年）
- 『中世ドイツ艶笑譚』（パリ、ル・ポルト・グレーヴ、1991年）共訳者Ph・マルク

書誌
- 『中世の形と奇形（クロード・ルクトゥ献呈論文集）』（仏文）（パリ、ソルボンヌ大学出版、2010年）